# Akselbenderi
Akselbenderi (njem. Achselbänder, ramenavrpca), dekorativne oznake u obliku zlatnih, srebrnih, crvenih i sličnih vrpca s metalnim završetcima koje se nose na bluzi ili šinjelu, najčešće, oko lijevog ili desnog ramena. Oni koji se nose oko ramena sastoje se iz dvije pletenice (gornje kraće i donje duže) i gajtana oko njih, s time što krajevi gajtana na prednjoj strani slobodno vise i završavaju simboličnim metalnim privjescima.
Prvi put se spominju u 17. stoljeću u nekim europskim vojskama, a služe kao držač banderile (traka koja se nosila preko ramena i grudi) o koju se vješao mač. U 18. stoljeću počinju se nositi kao posebne oznake na vojnim odorama. Najčešće ih nose osobe na istaknutim položajima i u specijalnim jedinicama: generali, admirali, pobočnici, vojni izaslanici, stožerni i pobočni časnici te pripadnici elitnih (gardijskih i dr.) postrojbi. Akselbenderi u nekim vojskama nose i časnici u vojnim školama, žandarmeriji i muzičari.  
U Hrvatskoj vojsci akselbendere nose, u protokolarnim prilikama, pripadnici Počasno-zaštitne bojne, nastale iz 1. hrvatskoga gardijskog zdruga.  